# Marcgravia mexicana
Marcgravia mexicana là một loài thực vật có hoa trong họ Marcgraviaceae. Loài này được Gilg mô tả khoa học đầu tiên năm 1898.